# Dahl (Kürten)
Dahl ist ein Wohnplatz in der Gemeinde Kürten im Rheinisch-Bergischen Kreis.

## Lage und Beschreibung
Der Ort liegt nördlich der Wipperfürther Straße (L 286) zwischen Biesfeld und Eichhof. Die zugehörige Straßenbezeichnung wurde 1975 im Zuge der Kommunalreform von Dahl in Am Dahlerberg geändert, um Verwechslungen mit Dahl bei Junkermühle zu vermeiden. Die Ortschaft ist in zwei Besiedlungskerne aufgeteilt, die jeweils separat an die L 286 angebunden sind. Zwischen ihnen entspringt ein namenloser Bach, der am Fuße der Ortschaft in den Elssiefen mündet. Dieser fließt parallel zur L 286 und mündet bei Eichhof in die Kürtener Sülz.

## Geschichte
Der Ortsname weist auf eine Lage in einem Tal hin. As. bzw. mndd. dal bedeutet „Tal“, „Talniederung“.
Die Topographia Ducatus Montani des Erich Philipp Ploennies aus dem Jahre 1715, Blatt Amt Steinbach, belegt, dass der Ort bereits 1715 als Ort mit Höfen bestand und als Dahle bezeichnet wurde. Carl Friedrich von Wiebeking benennt die Hofschaft auf seiner Charte des Herzogthums Berg 1789 als Thal. Aus ihr geht hervor, dass Dahl zu dieser Zeit Teil der Honschaft Kollenbach im Kirchspiel Kürten im Landgericht Kürten war.
Unter der französischen Verwaltung zwischen 1806 und 1813 wurde das Amt Steinbach aufgelöst und Dahl wurde politisch der Mairie Kürten im Kanton Wipperfürth  im Arrondissement Elberfeld zugeordnet.  1816 wandelten die Preußen die Mairie zur Bürgermeisterei Kürten im Kreis Wipperfürth. Dahl gehörte zu dieser Zeit zur Gemeinde Kürten.
Der Ort ist auf der Topographischen Aufnahme der Rheinlande von 1824 als Thal und auf der Preußischen Uraufnahme von 1840 als Dahl verzeichnet. Ab der Preußischen Neuaufnahme von 1892 ist er auf Messtischblättern regelmäßig als Dahl verzeichnet.
1822 lebten 62 Menschen im als Hof kategorisierten und Dahl bezeichneten Ort. 1830 hatte der Ort 67 Einwohner.
Der 1845 laut der Uebersicht des Regierungs-Bezirks Cöln als Weiler kategorisierte Ort besaß zu dieser Zeit acht Wohnhäuser. Zu dieser Zeit lebten 62 Einwohner im Dahl genannten Ort, davon alle katholischen Bekenntnisses. Die Gemeinde- und Gutbezirksstatistik der Rheinprovinz führt Dahl 1871 mit 14 Wohnhäusern und 50 Einwohnern auf. Im Gemeindelexikon für die Provinz Rheinland von 1888 werden elf Wohnhäuser mit 39 Einwohnern angegeben. 1895 hatte der Ort neun Wohnhäuser und 39 Einwohner. 1905 besaß der Ort neun Wohnhäuser und 34 Einwohner und gehörte konfessionell zum katholischen Kirchspiel Biesfeld.
1927 wurden die Bürgermeisterei Kürten in das Amt Kürten überführt. In der Weimarer Republik wurden 1929 die Ämter Kürten mit den Gemeinden Kürten und Bechen und Olpe mit den Gemeinden Olpe und Wipperfeld zum Amt Kürten zusammengelegt. Der Kreis Wipperfürth ging am 1. Oktober 1932 in den Rheinisch-Bergischen Kreis mit Sitz in Bergisch Gladbach auf.
1975 entstand aufgrund des Köln-Gesetzes die heutige Gemeinde Kürten, zu der neben den Ämtern Kürten, Bechen und Olpe ein Teilgebiet der Stadt Bensberg mit Dürscheid und den umliegenden Gebieten kam.

## Wanderwege
Durch den Ort führt die zweite Etappe des Bergischen Panoramasteiges von Lindlar nach Biesfeld, außerdem der Ortsrundweg A3 (Dahl – Ahlendung – Oberkollenbach – Biesfeld – Dahl).

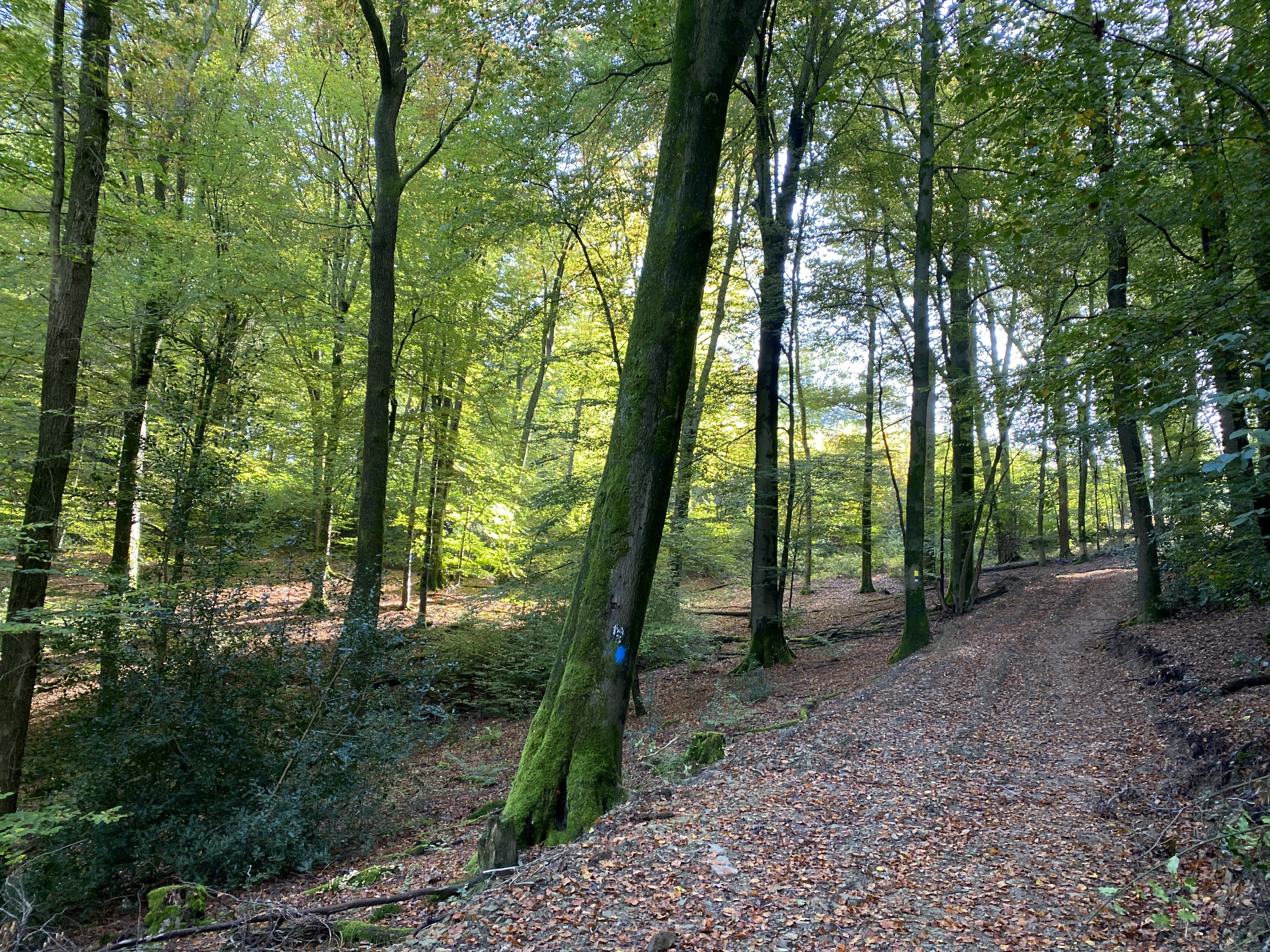
Waldhang nördl. Ahlendung gegenüber Dahl
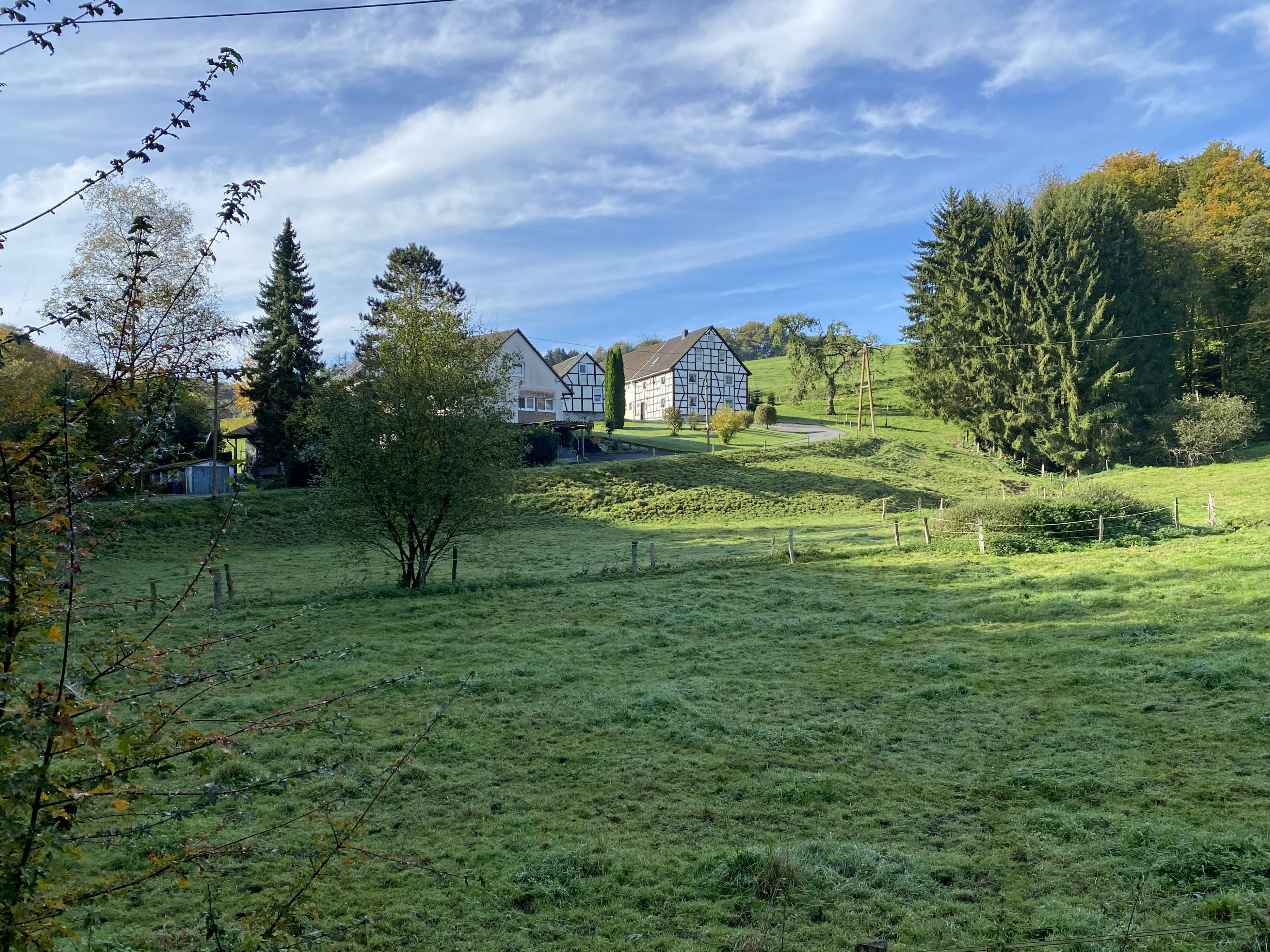
Blick von der L 286 auf den südwestl. Ortsteil
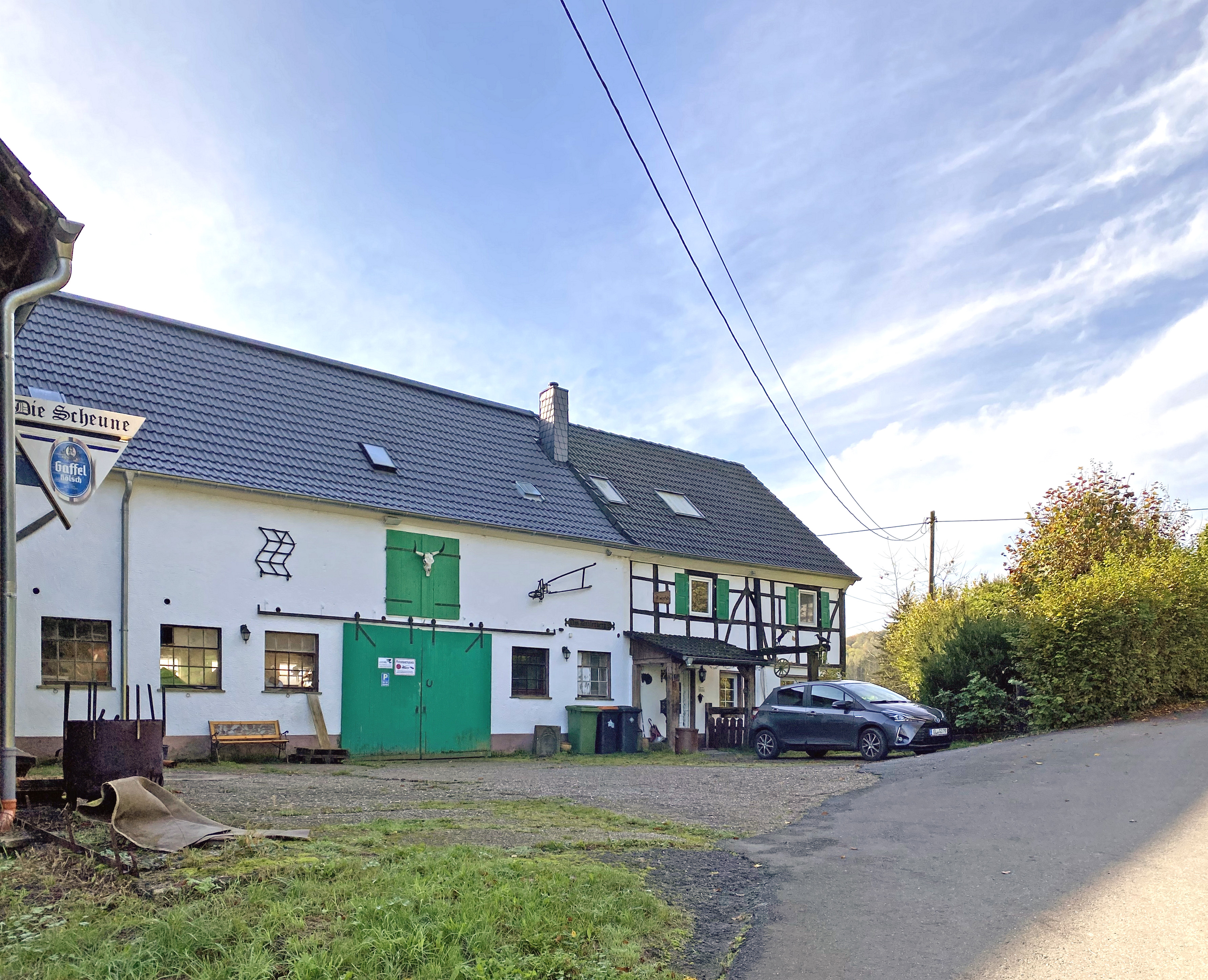
Am Dahlerberg 9
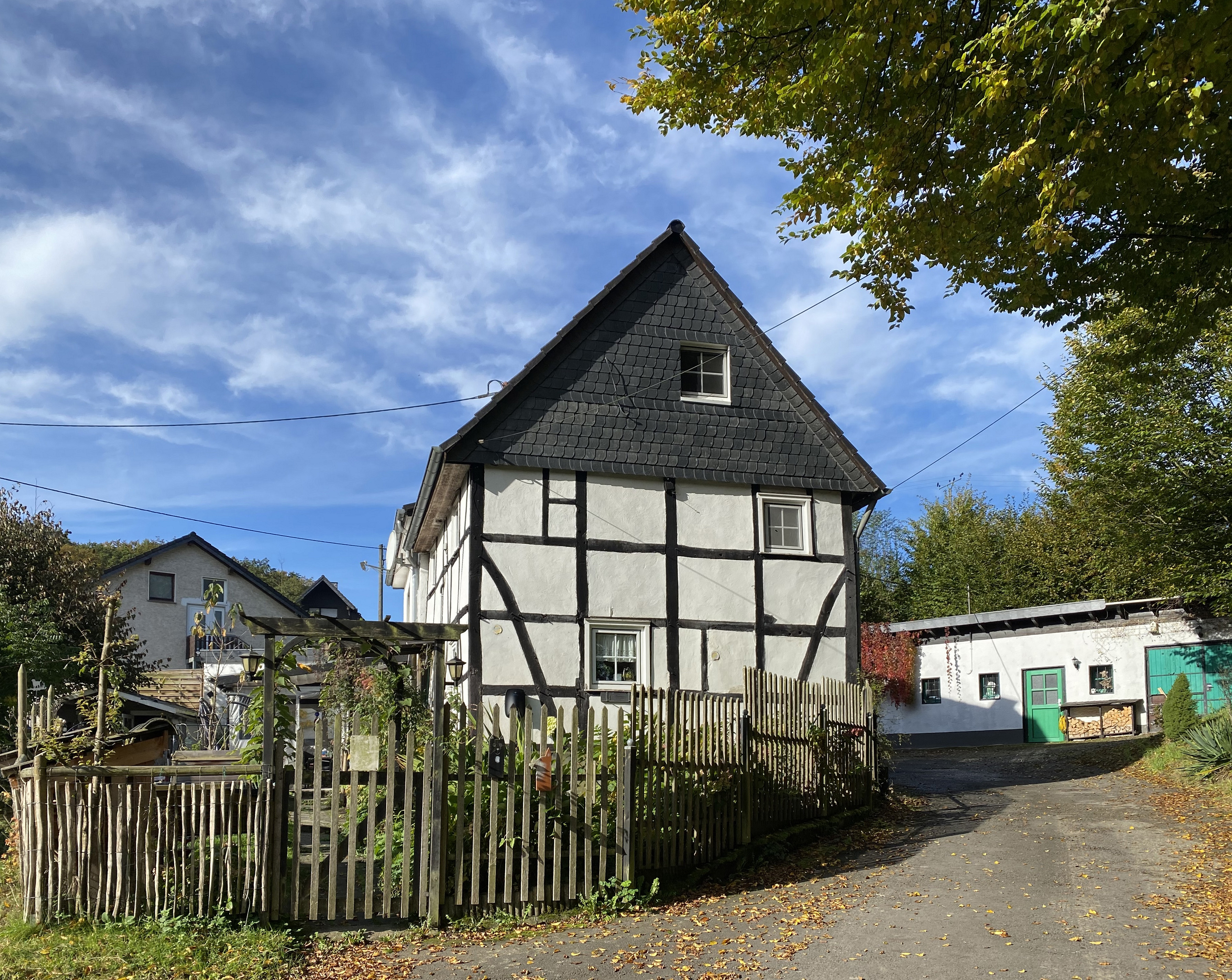
Am Dahlerberg 11
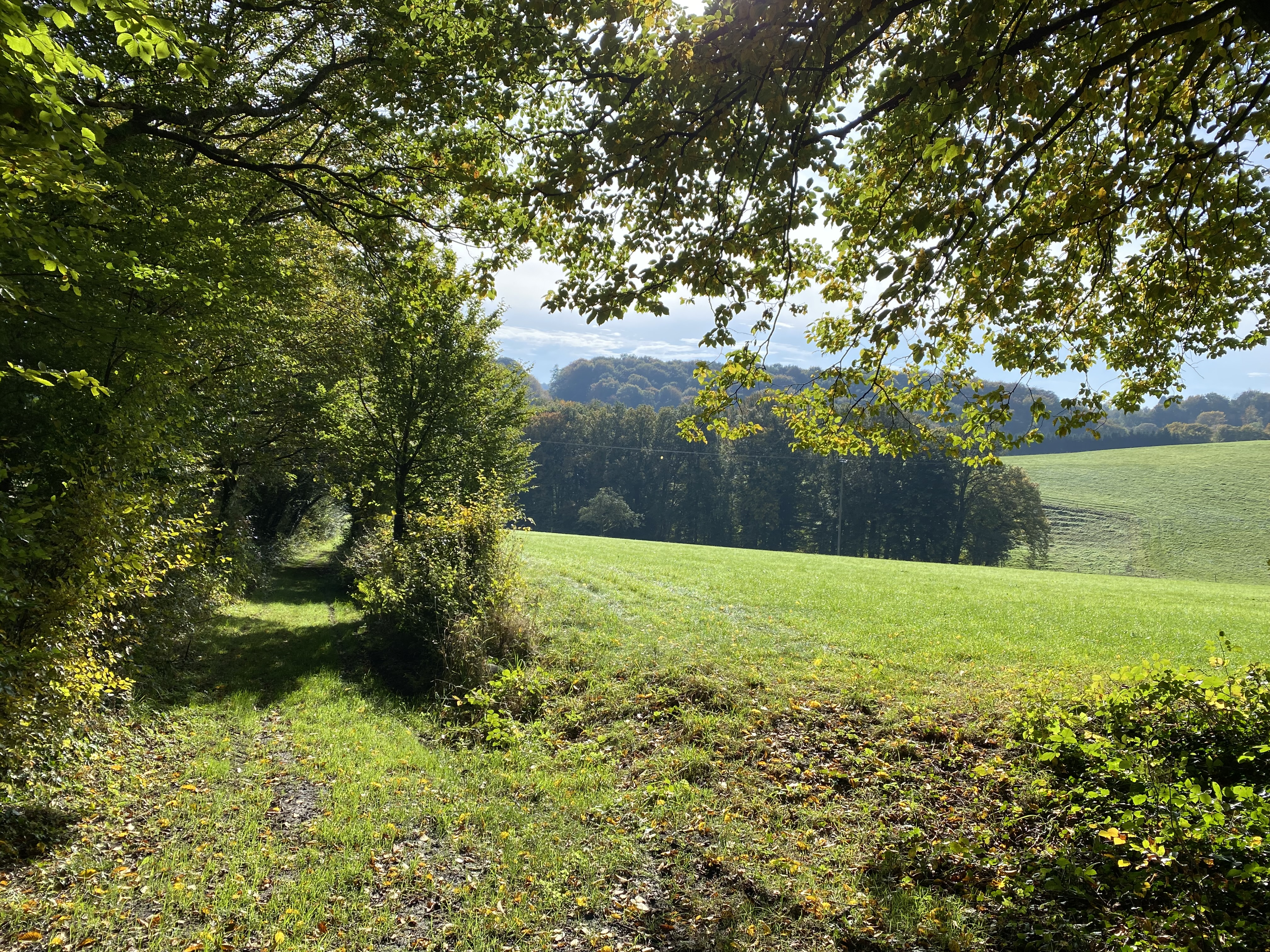
Berg. Panoramasteig bei Dahl